# Curzonova linie

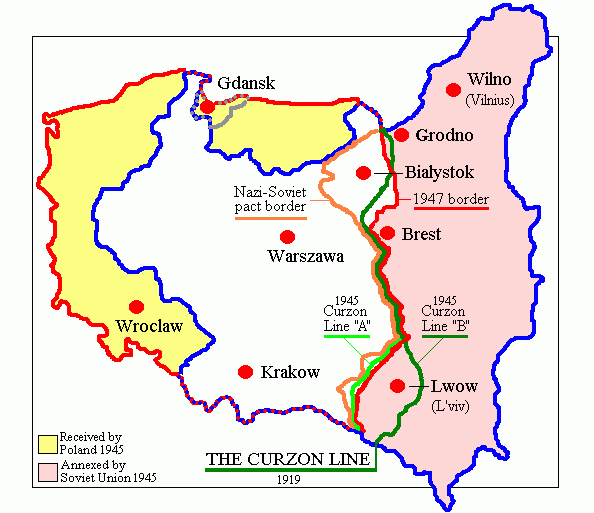
Linie je vyznačena zeleně

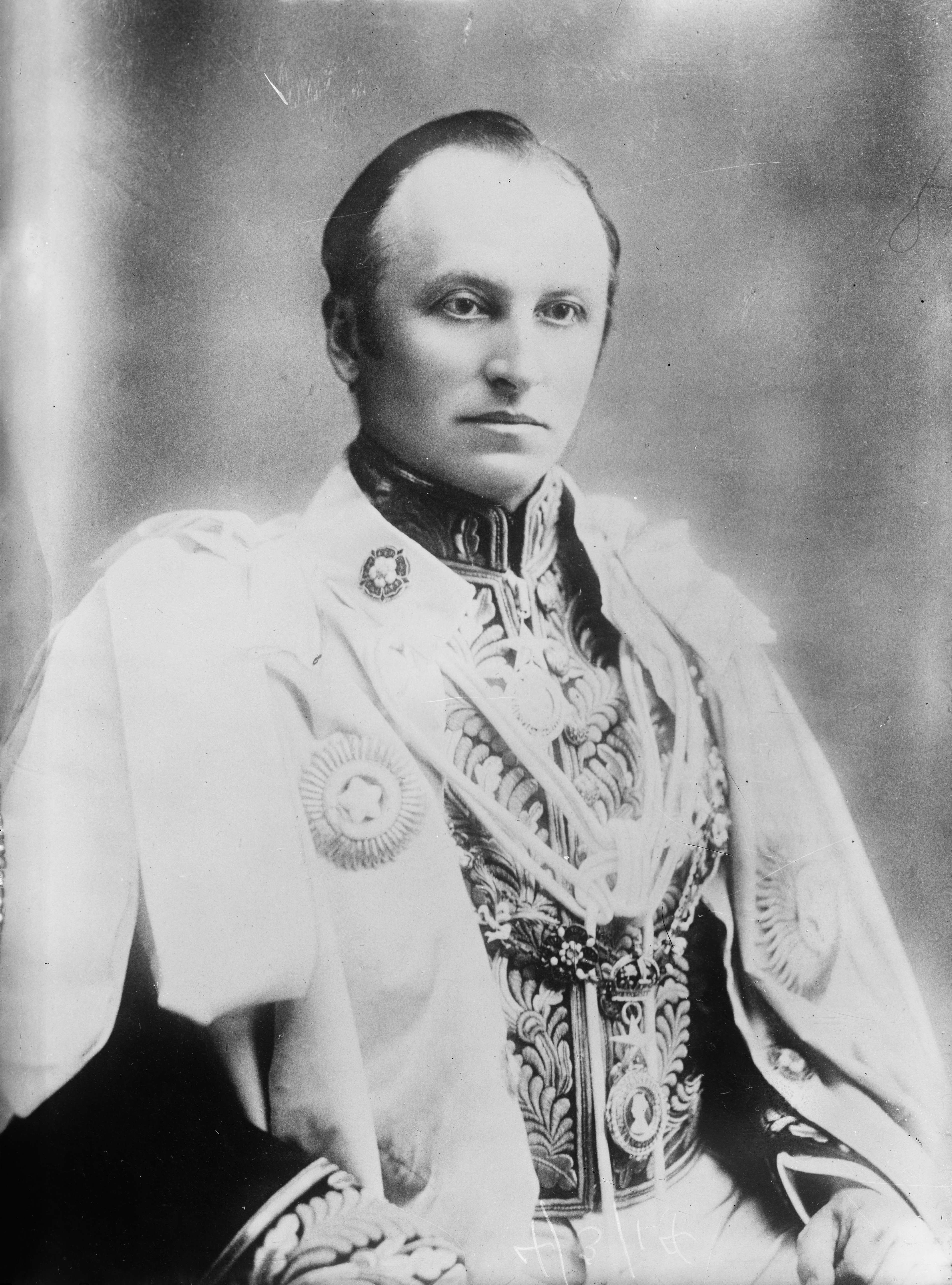
George Curzon jako indický místokrál

Curzonova linie byla návrhem demarkační linie mezi druhou polskou republikou a Sovětským svazem, dvěma novými státy, které vznikly po první světové válce. Poprvé ji Nejvyšší radě Dohody v roce 1919 navrhl 1. hrabě Curzon z Kedlestonu, britský ministr zahraničí, jako diplomatický podklad pro budoucí dohodu o hranicích. Vytyčila ji Rada Dohody podle usnesení z 8. prosince 1919.
Tato linie se stala významným geopolitickým faktorem během druhé světové války. Německo dne 1. 9. 1939 napadlo a začalo obsazovat území Polské republiky, kde byla část území okamžitě připojena k Německu. Další území, až po demarkační Curzonovu linii, bylo také obsazeno Německem a nazvané Generální gouvernement. Z východu dne 16. 9. 1939, po útěku polské vlády do zahraničí a po vyhlášení Británií a Francií války Německu, došlo k obsazení části území Polska Sovětským svazem, což mělo za následek rozdělení území Polska mezi SSSR a nacistické Německo podél Curzonovy linie. Po německém útoku na Sovětský svaz v roce 1941, operaci Barbarossa, až do Teheránské konference Spojenci nesouhlasili s tím, aby budoucí východní hranice Polska měla být zachována tak, jak byla nakreslena v roce 1939. Churchillův postoj se změnil po sovětském vítězství v bitvě u Kurska.

## Popis
Curzonova linie nebyla a ani neměla být vytyčena podle etnického kritéria, i když je tak často prezentována. Jak na její východní, tak na západní straně ponechávala rozsáhlé oblasti obydlené většinově etniky, která měla rozdělovat (Polsku přiznávala oblast kolem Sejn a Punska obydlenou hlavně Litevci, Litvě a Bělorusku přiznávala Vilensko a oblast Grodna obydlené hlavně Poláky, Polsku přiznávala oblasti kolem Bielska Podlaského a Hajnovky obydlené hlavně Bělorusy,Sovětskému Rusku přiznávala Lvov a Ternopilsko obydlené hlavně Poláky, Polsku přiznávala východní část vesnických oblastí u Přemyšle, Sanoku a Chelma obydlené hlavně Ukrajinci). Původně byla Curzonova linie vytyčena pouze na území patřícím před válkou Rusku, teprve později byla dodatečně prodloužena také na bývalé rakouské území v Haliči. Název projektu je odvozen od tehdejšího britského ministra zahraničních věcí lorda George Curzona, který ale nebyl ani jejím autorem ani zastáncem. Autorem linie byl Philip Kerr, sekretář tehdejšího britského premiéra Davida Lloyd George, který ji také osobně prosazoval.
Její trasa vedla (od severu):
- Grodno – Jalówka – Němirovo – Brest – řeka Bug – Krylovo a poté jihozápadně k československé hranici.

Během polsko-sovětské války v roce 1920 předložil britský ministr zahraničí G. N. Curzon Moskvě návrh, aby se Rudá armáda na svém postupu zastavila právě na této linii, ale sovětská strana tento požadavek ignorovala (sovětská vojska tehdy postupovala přes linii dále na západ). Sovětský svaz začal Curzonovu linii prosazovat teprve po porážce u Varšavy a ústupu daleko na východ od Brity propagované Curzonovy linie. Po uzavření Rižského míru v březnu 1921, poté co Polsko obsadilo některá ruská území, vedla hranice mezi Polskem a sovětským Ruskem mnohem východněji.

## Jaltská konference
V roce 1943 předložil Stalin na konferenci v Teheránu svůj požadavek sovětských hranic na západě na Curzonově linii. Konference se nakonec usnesla, že východní hranice Polska povede víceméně po této linii. K potvrzení Stalinových požadavků došlo na konferenci na Jaltě v roce 1945. Dále byla 16. srpna 1945 podepsána moskevská dohoda o sovětsko-polské hranici, vycházející z Curzonovy linie, ale místy upravená ve prospěch Polska, protože západní mocnosti se bránily příliš velkým územním požadavkům Sovětského svazu.
Curzonova linie se však původně týkala příměří a znamenala demarkační čáru. Nebyla míněna jako stálá státní hranice. Po Jaltě se jí se souhlasem spojeneckých velmocí stala. Náhradu za ztracená území na východě Polsko dostalo na úkor dosavadního německého státu, zde ovšem hlavně Britové protestovali proti připojení Dolního Slezska a oblasti kolem Štětína k Polsku. Území připojené k Polsku bylo o 77 000 km² menší než polské území, které bylo připojeno k Sovětskému svazu.